# Sedum annuum
Sedum annuum es una planta de la familia de las crasuláceas.

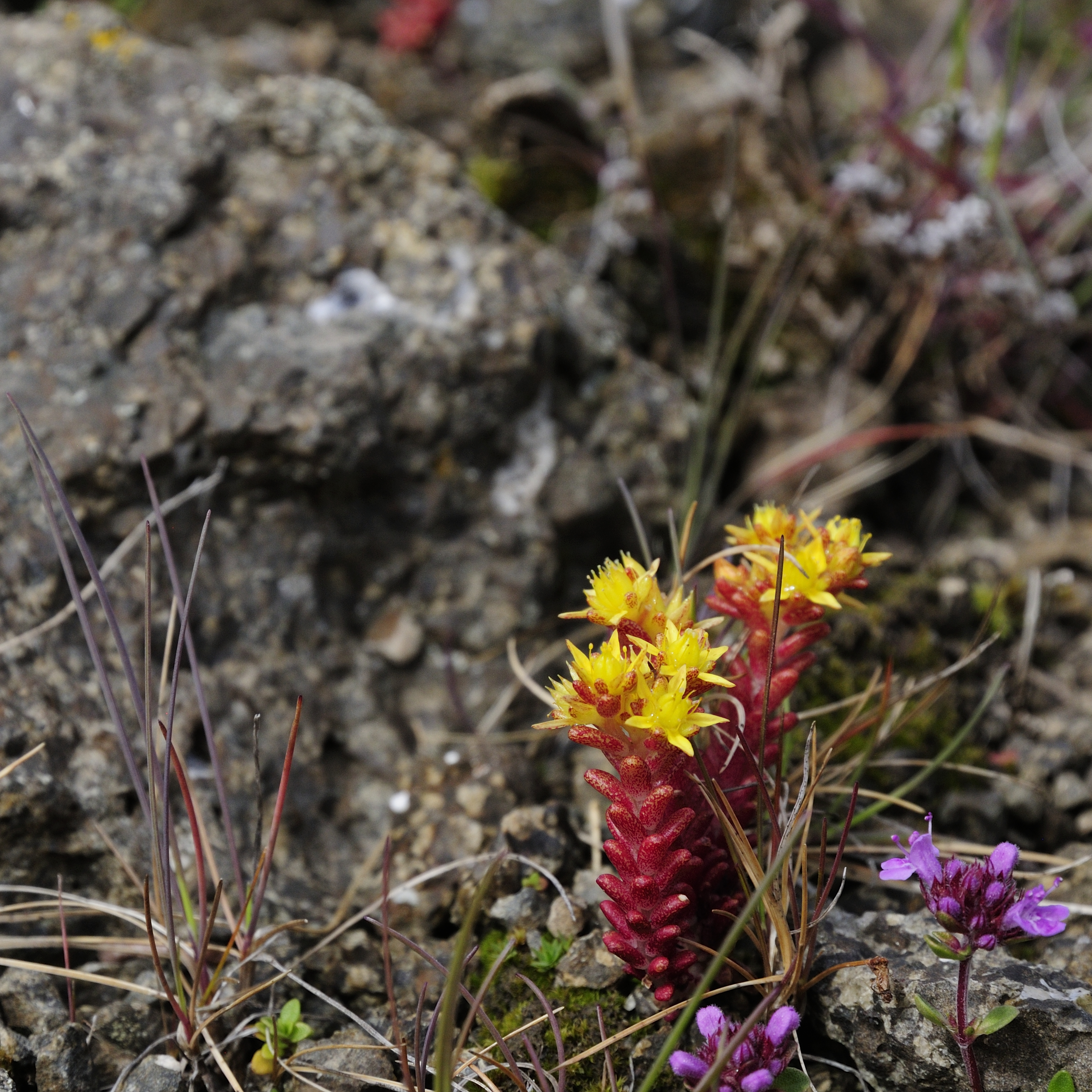
En su hábitat

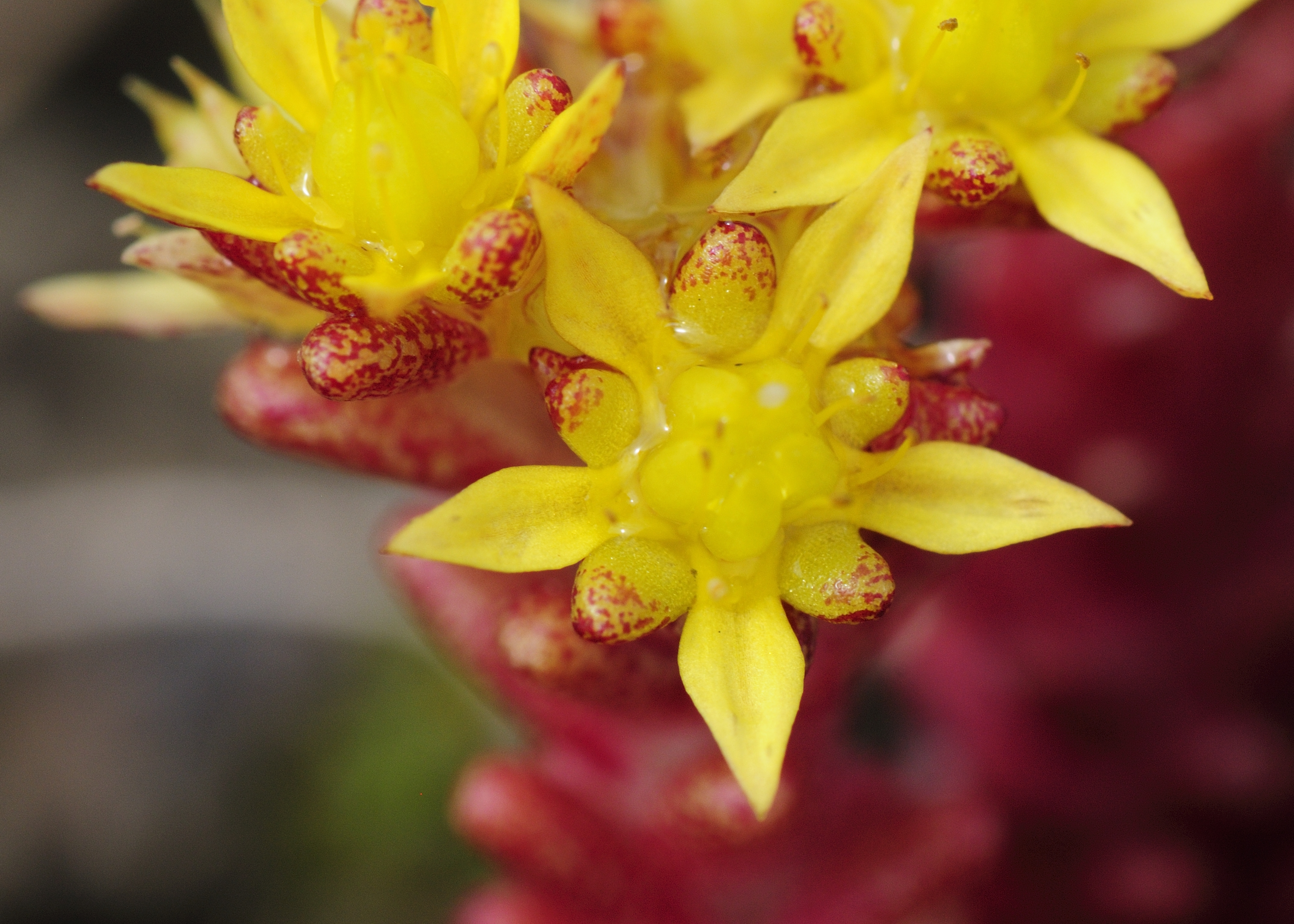
Flores

## Descripción
Sedum annuum es una pequeña planta herbácea caducifolia sin tallos estériles. El tallo mide unos 5-15 cm de altura, está ramificada desde la base y a menudo manchada de rojo. Las hojas son alternas, carnosas, subcilíndricas, están dispuestas ± laxamente y presentan un espolón blanquecino basal. Las flores se disponen en cimas laxas que se alargan hacia la madurez. Los pétalos son amarillos, lanceolados y agudos. El fruto es un conjunto de folículos patentes que se distribuyen en forma de estrella.

## Distribución y hábitat
Tiene una distribución boreo-alpina donde coloniza suelos pedregosos superficiales sobre substrato silíceo, sobre todo en el piso subalpino.

## Taxonomía
Sedum annuum fue descrita por Carlos Linneo y publicado en Species Plantarum, vol. 1, p. 432 en 1753.
Etimología
Ver: Sedum
annuum: epíteto latino que significa "anual".
Sinonimia
- Etiosedum annuum (L.) Á.Löve & D.Löve
- Sedum oederi Retz.
- Sedum rupestre Oeder
- Sedum zollikoferi F.Herm. & Stef.[4][5]

## Nombres comunes
- Castellano: chapeo, sedo anual, uva canilla, uva de moro.[6]